# Albuginaceae
Famille
Les Albuginaceae sont une famille de pseudo-champignons de la classe des Oomycota.

## Liste des genres et espèces
Selon NCBI (23 novembre 2014) :
- genre Albugo
  - Albugo candida
  - Albugo capparidis
  - Albugo capparis
  - Albugo caryophyllacearum
  - Albugo chardoni
  - Albugo evolvuli
  - Albugo gomphrenae
  - Albugo hesleri
  - Albugo hohenheimia
  - Albugo ipomoeae-panduratae
  - Albugo laibachii
  - Albugo leimonios
  - Albugo leimonios s.l.
  - Albugo lepidii
  - Albugo mauginii
  - Albugo occidentalis
  - Albugo resedae
  - Albugo trianthemae
- genre Pustula
  - Pustula centaurii
  - Pustula helianthicola
  - Pustula obtusata
  - Pustula spinulosa
  - Pustula tragopogonis
- genre Wilsoniana
  - Wilsoniana achyranthis
  - Wilsoniana amaranthi
  - Wilsoniana bliti
  - Wilsoniana platensis
  - Wilsoniana portulacae